# Hadena osthelderi
Hadena osthelderi är en fjärilsart som beskrevs av Max Wilhelm Karl Draudt 1933. Hadena osthelderi ingår i släktet Hadena och familjen nattflyn. Inga underarter finns listade i Catalogue of Life.